# Giovanni Marchese
Giovanni Marchese (17 de octubre de 1984, Caltanissetta, Italia) es un exfutbolista italiano, desde 2015 se desempeñaba como defensa en el Catania de la Serie C.

## Carrera

### Torino
Marchese comenzó su carrera en la cantera del Torino FC, donde en 2003 de vez en cuando recibió la llamada a filas del primer equipo, e hizo siete apariciones desde abril de 2004. Él era el miembro de la Sub-20 en temporada 2003-2004. En 2004, fue cedido al AS Treviso de la Serie B, junto con Riccardo Pagliuchi con el fin de ganar experiencia, y con el Treviso jugó tan sólo 31 partidos en una temporada y en 2005 regresó a Torino. Pero financiera de Turín hizo que el club se declaró en quiebra y su ascenso a la Serie A fue cancelado. A todos los jugadores se les permitía salir de forma gratuita y marcharse a un nuevo equipo. Marchese y su compañero de equipo Andrea Mantovani se unieron a Chievo Verona en agosto de 2005.

### Chievo Verona y Catania Calcio
Después de su regreso del préstamo a Torino FC, Marchese fue vendido inmediatamente al Chievo Verona, en 2005. Después de un corto período de tiempo con el equipo de Chievo Verona, el jugador fue enviado en préstamo a la Serie B, al Calcio Catania para los seis meses restantes de la temporada 2005-2006. En su tiempo con el Catania, hizo 14 apariciones ayudar al club a ganar la promoción a la Serie A por primera vez en poco más de dos décadas. Después de regresar a Chievo Verona en el verano de 2006, Marchese permaneció en el club para la temporada 2006-2007 de la Serie A. Sin embargo, después de terminar quinto en la liga un año antes, el Verona base del club fue relegado a la Serie B para la temporada 2007-2008. Permaneció en el club durante los primeros seis meses de campaña en la Serie B, sin embargo, fue cedido a AS Bari en la otra mitad de la 2007-2008 en la Serie B. Chievo Verona ganó la promoción de nuevo a la primera división italiana de la temporada. El 1 de julio de 2006, Marchese volvió a Verona para jugar en la Serie A y en la Copa de la UEFA, pero solo jugó nueve partidos de liga. El equipo descendió a la Serie B después de que el club cayó de forma . Permaneció en el club durante los primeros seis meses de su Serie B, hizo 11 apariciones en la liga. El 1 de febrero de 2008, fue cedido a al AS Bari por la otra mitad de la temporada.

### AS Bari y la Salernitana
En su etapa de seis meses con el AS Bari, Marchese gestionó un total de 19 partidos con un gol acreditado a su nombre. En el verano de 2008, regresó a Verona , pero de nuevo fue cedido. Fue cedido al recién ascendido de la Serie B,  el Salernitana Calcio, donde en una temporada, el joven defensor apareció un impresionante 34 veces. En julio de 2009 regresó a Chievo Verona.

### Regreso a Catania
El 31 de agosto de 2009, el último día de la ventana de transferencia del verano de 2009, Marchese fue enviado al Calcio Catania, a cambio de lateral derecho, Gennaro Sardo. La transferencia Sardo fue una sorpresa, a lo que el hecho de que había sido incluido sistemáticamente en once inicial de Catania de las últimas temporadas. Marchese hizo sólo 5 partidos en toda la Serie A en la temporada 2009 hasta 2010. El 29 de junio de 2010, Sardo transfieren de forma permanente a Chievo y Marchese transfieren de forma permanente a Catania. 

## Clubes
| Club                             | País   | Año         |
| -------------------------------- | ------ | ----------- |
| Torino FC                        | Italia | 2002 - 2004 |
| ASD Treviso (cedido)             | Italia | 2004 - 2005 |
| AC Chievo Verona                 | Italia | 2005 - 2010 |
| Calcio Catania (cedido)          | Italia | 2006        |
| AS Bari (cedido)                 | Italia | 2008        |
| Salernitana Calcio 1919 (cedido) | Italia | 2008 - 2009 |
| Calcio Catania (cedido)          | Italia | 2009        |
| Calcio Catania                   | Italia | 2010 - 2013 |
| Genoa CFC                        | Italia | 2013 - 2016 |
| Calcio Catania                   | Italia | 2017 - 2020 |